# Opsada Pirizabore
Opsada Pirizabore vođena je u travnju 363. godine. Rimska vojska pod carem Julijanom opsjela je utvrđeni grad Pirizaboru, koji se nalazio pod zapovjedništvom Mamerzida.
Nakon dva dana žestokih borbi, sasanidska vojska i stanovništvo su napustili vanjske zidine i zauzele obrambene položaje u akropoli. Nakon bezuspješnih pokušaja, Rimljani su počeli podizati opsadni toranj, nakon čega je Mamerzid postignuo kompromis s Julijanom. Naime, predao je tvrđu u zamjenu za slobodni prolaz. Julijan je nakon toga opljačkao i spalio napušteni grad.

## Pozadina
Nakon što je sredio političke prilike u Konstantinopolu, Julijan je sakupio vojsku od 95000 ljudi u Antiohiji za svoj pohod na Sasanidsko Carstvo. Po dolasku u Karu, Julijan je izdvojio odred od 30000 ljudi, koji su se trebali pod vojskovođama Prokopijem i Sebastijanom u Armeniji spojiti s vojskom od 24000 ljudi pod Aršakom II. U isto vrijeme, glavnina snaga pod Julijanom zaputila se na jug, stigavši do Eufrata kod Kalinika. Odande je Julije krenuo na jugoistok duž rijeke Eufrata prema Ktezifontu, zimskoj prijestolnici Sasanida. 

## Opsada
Nakon što je prihvatio predaju Anaha i drugih važnih gradova u Asiji tijekom svog kretanja kroz ovu provinciju, Julijan je na koncu stigao pred zidine Pirisabore, koja se nalazila udaljena nekih 80 kilometara od Ktezifonta. Pirisabora je imala jaku posadu pod zapovjedništvom Mamerzida (kako ga naziva Amijan), ili Momezira (kako ga naziva Zosim), te je grad uspio pružiti jak otpor. Međutim, zidovi su uskoro bili savladani opsadnim spravama,a posada, koja se povukla u unutarnju citadelu, dok su Rimljani započeli pljačku grada, bila je uskoro prinuđena na predaju, nakon samo dva dana opsade. Rimska vojska, kojoj je bio u svježem sjećanju postupak Perzijanaca prema Amidi nakon njenog pada četiri godina ranije pod Perzijance (359.), spalila je i opustošila Pirisaboru. Zadobiveni plijen Julijan je podijelio vojsci. Poslije ove pobjede, rimska vojska je krenula na Ktezifont, opljačkavši i zapalivši uz put Bitru, Dijakiru i Ozogardanu.

## Poslije opsade
Julijan je kasnio vidio tijela Mamerzidovih suplemenika blizu Seleukije. Očito su njihovo ubojstvo počinili Perzijanci kao osvjetu za Mamerzidovu predaju Pirizabore.